# Slowakische Badminton-Mannschaftsmeisterschaft 2013
Die Slowakische Badminton-Mannschaftsmeisterschaft 2013 war die 20. Auflage der Teamtitelkämpfe in der Slowakei. Meister wurde Betpres Košice.

## Endstand
| Platz | Team                 | G U V  | Spielpunkte | Punkte |
| ----- | -------------------- | ------ | ----------- | ------ |
| 1.    | Betpres Košice       | 10 0 0 | 67:13       | 20     |
| 2.    | Spoje Bratislava     | 8 0 2  | 62:18       | 16     |
| 3.    | TJ Lokomotíva Košice | 5 1 4  | 43:37       | 11     |
| 4.    | M-Šport Trenčín      | 3 2 5  | 31:49       | 8      |
|       |                      |        |             |        |
| 5.    | KPŠ Košice           | 4 2 4  | 35:45       | 10     |
| 6.    | CEVA Trenčín         | 3 2 5  | 31:49       | 8      |
| 7.    | BK MI Trenčín        | 3 1 6  | 31:49       | 7      |
| 8.    | KPŠ Rozhanovce       | 0 0 10 | 20:60       | 0      |